# دمسيسة شوكية الثمار
دمسيسة شوكية الثمار (الاسم العلمي: Ambrosia acanthicarpa) هي نوع من النباتات تتبع جنس الدمسيسة من الفصيلة النجمية.